# Graukopfprinie
Die Graukopfprinie (Prinia cinereocapilla) ist eine Singvogelart aus der Gattung Prinia und der Familie der Halmsängerartigen (Cisticolidae). Im englischen Sprachraum wird sie als Grey-crowned Prinia bezeichnet.

## Merkmale und Lebensweise
Die Graukopfprinie ist eine relativ kleine Prinienart. Das Gefieder hat auf der Oberseite eine rötlich braune Farbe und eine helle Unterseite. Die Kopfoberseite ist dunkelgrau und verleiht der Art ihren Namen. Der Schnabel ist schwarz. Die Graukopfprinie bevorzugt mit Gras (vor allem aus der Gattung Themeda) und Sträuchern bewachsene Waldränder. Ihr Gesang besteht aus einem Summen, gefolgt von Pieptönen und einer Reihe von summenden Trillern. Die Graukopfprinie brütet vermutlich im Juni. Außerhalb der Brutzeit wurde sie in losen Gruppen von 5 bis 6 Vögeln beobachtet.

## Verbreitungsgebiet und Gefährdung

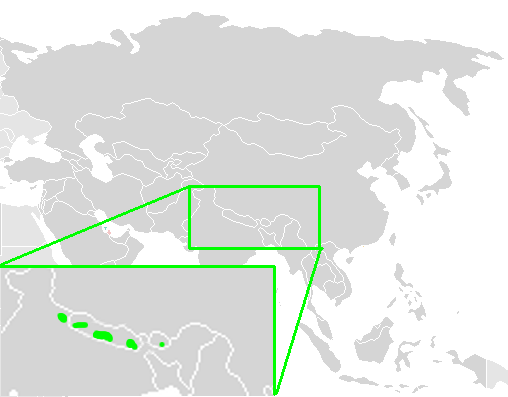
Verbreitungsgebiet von Prinia cinereocapilla (grün)

Die Graukopfprinie kommt im südlichen Himalaya in Indien, Nepal und Bhutan vor. In Indien ist die Art im Norden bis Nordosten in den Bundesstaaten Uttar Pradesh, Uttarakhand, Westbengalen und Assam verbreitet. In Nepal kam die Graukopfprinie ursprünglich von Kanchanpur im Westen bis Ilam im Osten vor, jedoch inzwischen hauptsächlich nur noch in drei Schutzgebieten. Zu diesen zählt der Chitwan-Nationalpark. In Bhutan ist die Art selten und kommt beispielsweise im Wildschutzgebiet Bumdeling im Osten des Landes vor sowie im Royal-Manas-, Phrumsengla- und Jigme-Singye-Wangchuck-Nationalpark.
Die IUCN stuft die Art als „gefährdet“ (vulnerable) ein. In Nepal wird sie als „vom Aussterben bedroht“ (critically endangered) gelistet und die dortige Population wird auf 1.500 bis 2.000 Individuen geschätzt. Im nepalesischen Chitwan-Nationalpark stellt die invasive Korbblütlerart Mikania micrantha, die Grasbewuchs ersticken kann, eine Bedrohung dar. Der Gesamtbestand der Art wird auf 6.000 bis 15.000 Individuen mit abnehmendem Populationstrend geschätzt.

## Taxonomie
Die Art wurde 1854 von dem englischen Lepidopterologen Frederic Moore erstbeschrieben. Die Typuslokalität ist Nepal.